# Triathlon vid europeiska spelen 2015
Triathlon vid europeiska spelen 2015 i Baku avgjordes mellan 13 juni - 14 juni. 57 herrar och 47 damer deltog i de två tävlingarna. Genom vinsterna kvalificerade sig Gordon Benson och Nicola Spirig för Olympiska sommarspelen 2016.

## Medaljsummering
| Gren   | Guld                | Silver                 | Brons                   |
| Herrar | Gordon Benson (GBR) | João Pedro Silva (POR) | Rostyslav Pevtsov (AZE) |
| Damer  | Nicola Spirig (SUI) | Rachel Klamer (NED)    | Lisa Nordén (SWE)       |